# Channa
Channa Scopoli, 1777 è un genere di pesci ossei perciformi. Sono chiamati Teste di serpente, in inglese Snakehead.

## Distribuzione e habitat
Questo genere è endemico dell'Asia, a nord fino al bacino del fiume Amur e ad ovest fino al Pakistan. La maggior parte delle specie vive nella fascia tropicale del continente e sono diffusissimi in India, Myanmar, Thailandia, Indonesia e Malaysia.
Alcune specie sono state introdotte in molti stati e spesso si sono ambientate perfettamente danneggiando le popolazioni autoctone di pesci, questo è il caso di molti paesi tropicali ma anche degli Stati Uniti d'America dove la specie Channa argus si è diffusa in Maryland, Florida e Virginia, con popolazioni in espansione.
Popolano in genere acque ferme, stagnanti e torbide anche inquinate e poverissime di ossigeno disciolto e sono comuni nelle risaie.

## Descrizione
Il corpo di questi pesci è molto allungato e talvolta quasi serpentiforme. La testa è anch'essa allungata, con una bocca molto grande che supera abbondantemente l'occhio. La mandibola è più lunga della mascella ed è sporgente.
Le pinne dorsale ed anale sono lunghe e basse, la pinna caudale è arrotondata, le pinne pettorali ampie mentre le pinne ventrali sono piccole. Tutte le pinne sono prive di raggi spinosi.

I colori sono in genere bruni o verdastri, mimetici e poco vivaci ma alcune specie come Channa pleurophthalma o Channa aurantimaculata sono dotate di colori vividi, rossi e aranciati.

La lunghezza in specie come Channa micropeltes o Channa marulia può raggiungere il metro e mezzo di lunghezza ma molte altre specie non superano abitualmente i 20 cm.

## Biologia
Possono respirare aria atmosferica attraverso un organo soprabranchiale ed alcune specie possono anche strisciare fuor d'acqua in caso di prosciugamento dello stagno in cui vivono.
Sono tutti predatori e, a seconda delle dimensioni, possono predare invertebrati, pesci, serpenti d'acqua, anfibi ed altre prede.
Le uova sono pelagiche.

## Pesca
Questi pesci, segnatamente le specie più grandi, sono catturati in gran numero e con tutti i sistemi in tutto l'areale. Le carni sono ottime e costituiscono un'importante voce del prodotto dell'industria ittica in Cina e nel sud est asiatico. Sono anche oggetto di allevamento, spesso nelle risaie. Viste le dimensioni imponenti e la facilità con cui abboccano sono assai apprezzati dai pescatori sportivi.

## Specie
Il genere Channa comprende 47 specie.
- Channa amphibeus (McClelland, 1845)
- Channa argus (Cantor, 1842)
- Channa asiatica (Linnaeus, 1758)

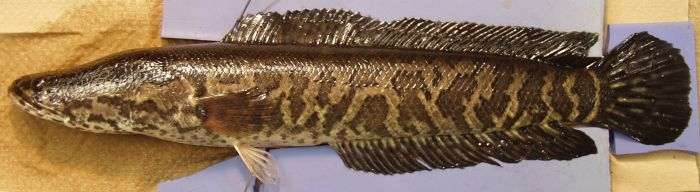
Channa argus

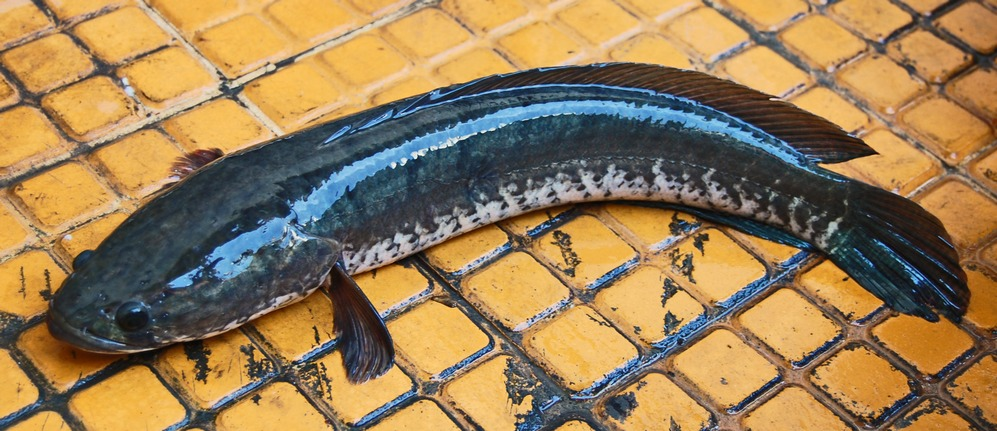
Channa striata

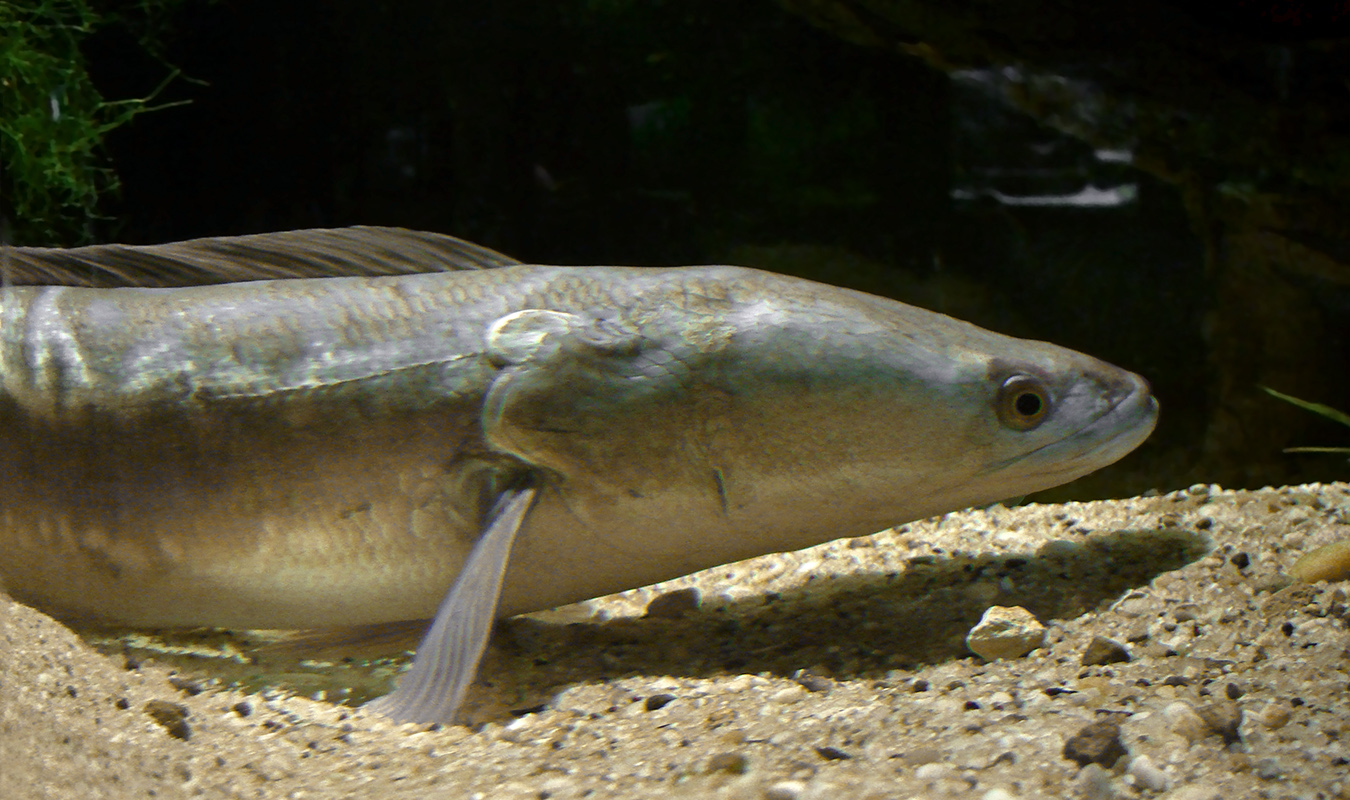
Channa micropeltes

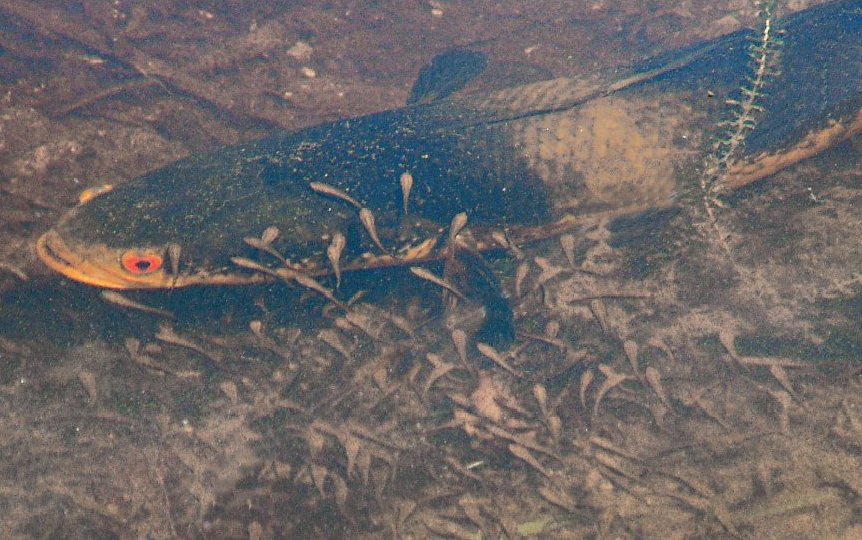
Channa marulius

- Channa aurantimaculata (Musikasinthorn, 2000)
- Channa bankanensis (Bleeker, 1852)
- Channa baramensis (Steindachner, 1901)
- Channa barca (Hamilton, 1822)
- Channa bleheri (Vierke, 1991)
- Channa burmanica (Chaudhuri, 1919)
- Channa cyanospilos (Bleeker, 1853)
- Channa gachua (Hamilton, 1822)
- Channa harcourtbutleri (Annandale, 1918)
- Channa lucius ( Cuvier, 1831)
- Channa maculata ( Lacépède, 1802)
- Channa marulioides (Bleeker, 1851)
- Channa marulius (Hamilton, 1822)
- Channa melanopterus (Bleeker, 1855)
- Channa melasoma (Bleeker, 1851)
- Channa micropeltes ( Cuvier, 1831)
- Channa nox (Zhang, Musikasinthorn et Watanabe, 2002)
- Channa orientalis (Shneider, 1801)
- Channa panaw (Musikasinthorn, 1998)
- Channa pleurophthalma (Bleeker, 1851)
- Channa punctata (Bloch, 1793)
- Channa stewartii (Playfair, 1867)
- Channa striata (Bloch, 1797)

## Citazioni nel cinema
L'aggressività di questi pesci ha ispirato numerosi film, tra cui spicca Frankenfish (USA, 2004).